# 白毫寺

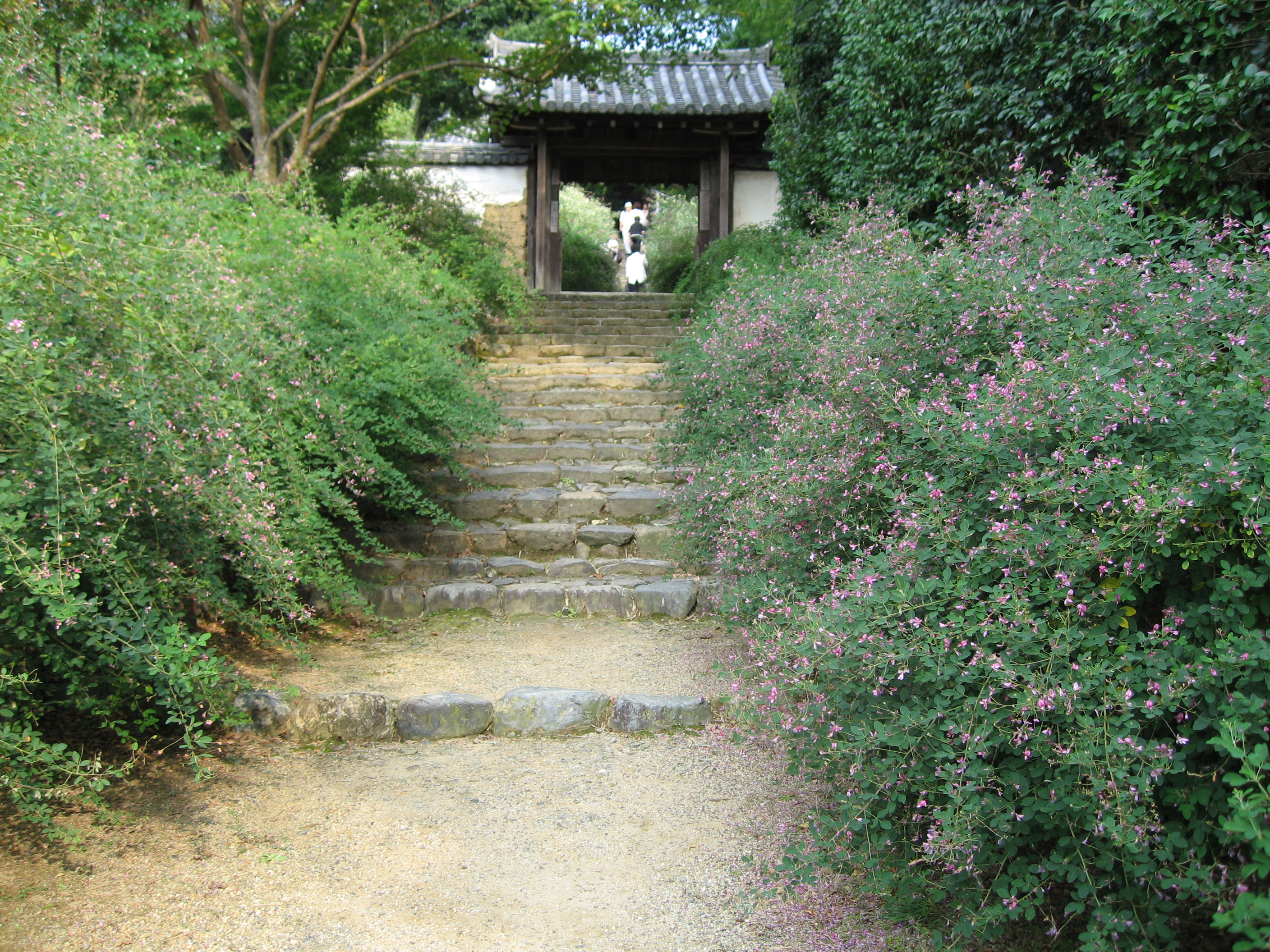
萩の花が両側を覆う参道

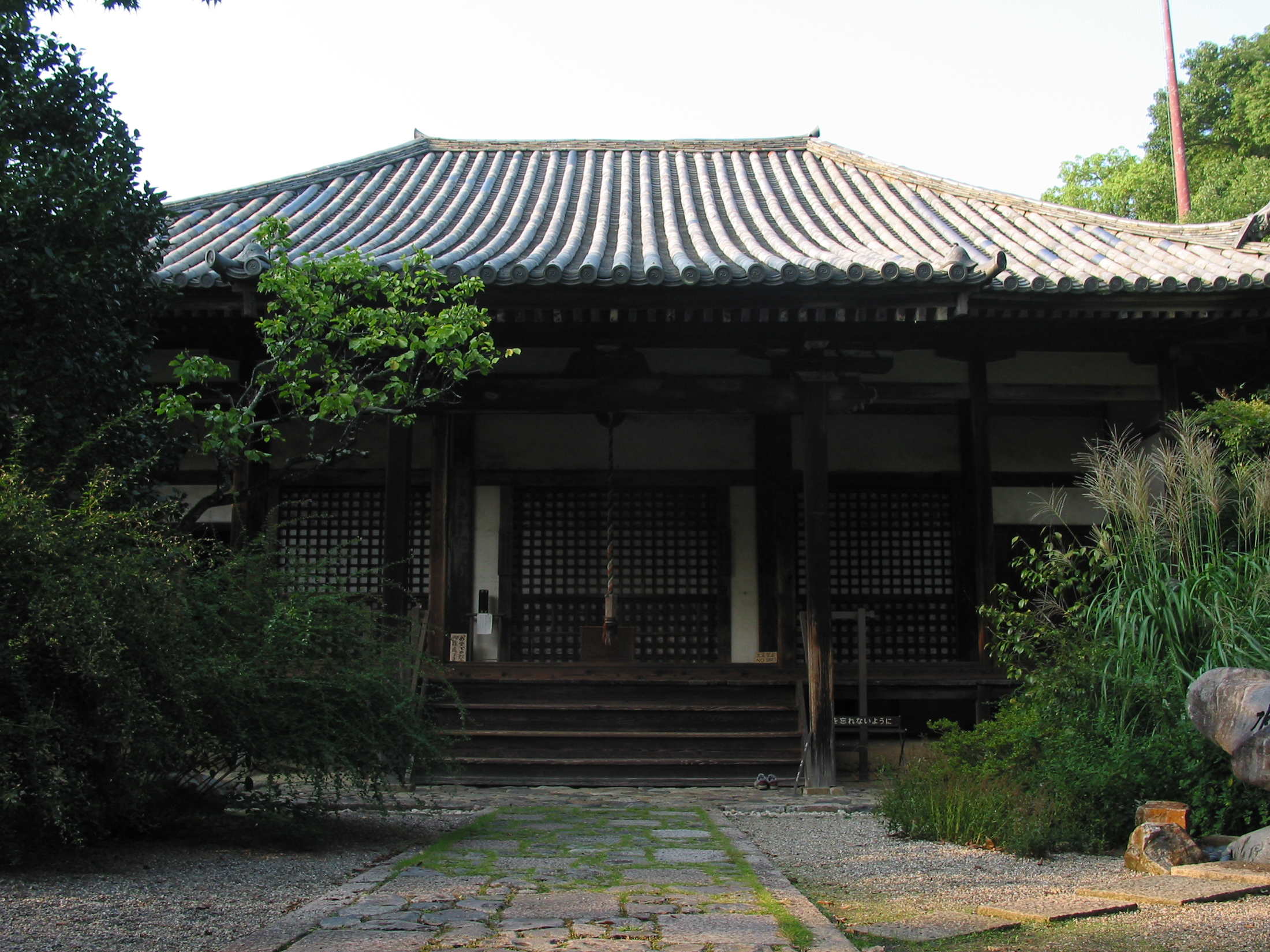
本堂

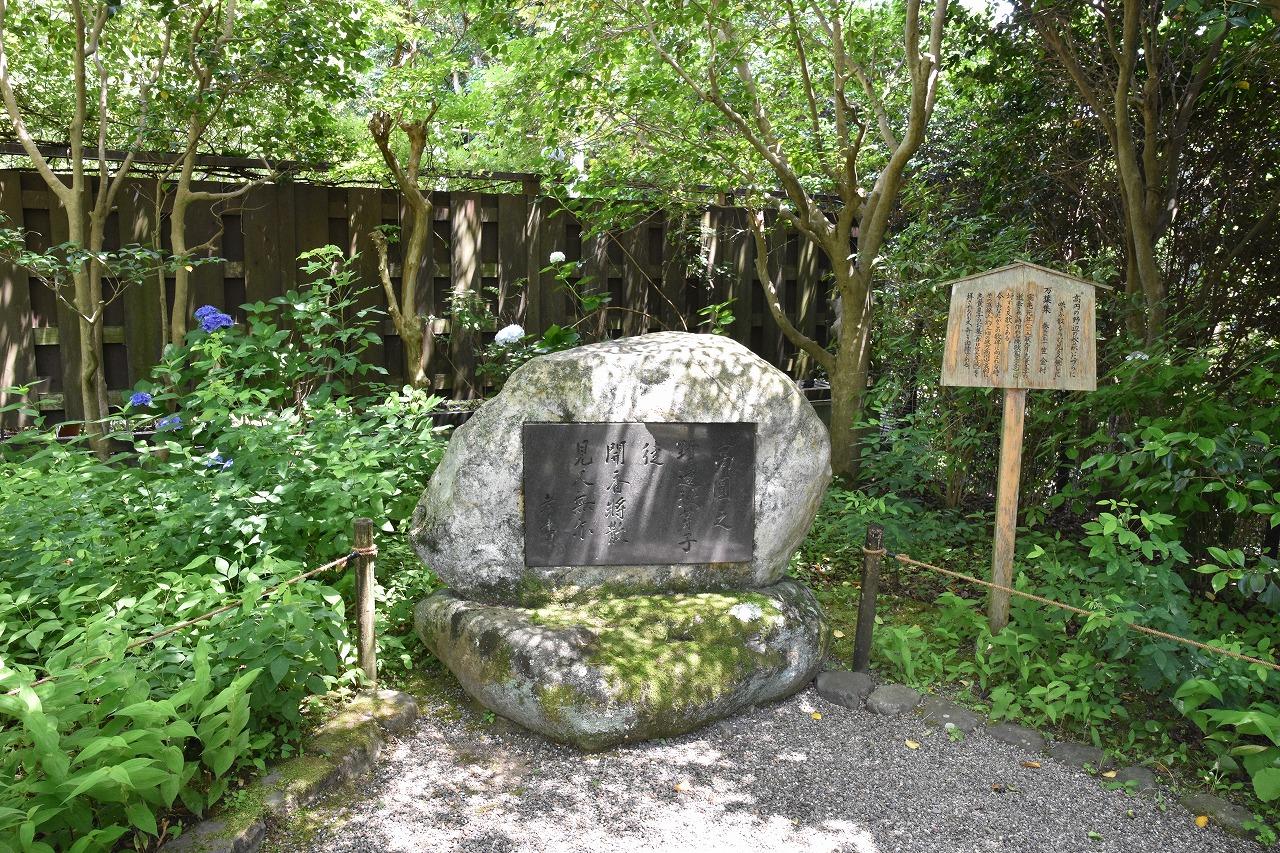
万葉歌碑

白毫寺（びゃくごうじ）は、奈良県奈良市白毫寺町にある真言律宗の寺院。山号は高円山。本尊は阿弥陀如来。開山は勤操と伝える。
奈良市街地の東南部、春日山の南に連なる高円山の山麓にあり、境内から奈良盆地が一望できる景勝地に建つ。なお、寺号の「白毫」は、仏の眉間にある白い巻毛のことである。

## 歴史
白毫寺という寺号が史料にみられるのは鎌倉時代以後のことで、当寺の草創については明確でない。伝承によれば当寺の地には奈良時代の和銅年間（708年 - 715年）に志貴皇子の山荘があったとされ、境内には志貴皇子の歌を刻んだ万葉歌碑が立っている。菅家本『諸寺縁起集』によれば、当寺は空海の師である三論宗の僧・勤操によって高円山麓に建てられた岩淵寺の子院であったという。
『南都白毫寺一切経縁起』（建武2年・1335年）によれば、当寺は叡尊（興正菩薩）によって再興されたという。叡尊（1201年 - 1290年）は真言律宗の祖であり、奈良の西大寺を中興したほか多くの寺院を中興し、社会事業を行ったことで知られる。同縁起によれば、中興第二祖の道照は弘長元年（1261年）に一切経を請来し、翌弘長2年（1262年）に寺内に経蔵を建ててこれを収めたという。それにより、当寺は別名として一切経寺とも呼ばれるようになった。興聖寺に残る承久2年（1220年）の経巻の跋には「白毫寺一切経之内」とあり、これが史料上の「白毫寺」の初見とされている。当寺には、本尊の阿弥陀如来像や閻魔堂に安置されていた閻魔王とその眷属像（太山王像、司命・司録像）など、鎌倉時代作の仏像群が現存している。
『大乗院寺社雑事記』によれば、明応6年（1497年）に当寺は古市氏と筒井氏の兵火に巻き込まれ、当時存在した本堂、閻魔堂、多宝塔、一切経蔵などの堂宇をことごとく焼失したという。前述した鎌倉時代の仏像は安置されていた堂宇から持ち出されて現存するが、その際に焼損をこうむっており、太山王像の像内には兵火の翌年の明応7年（1498年）の修理銘がある。
『続南行雑録』という史料によれば、当寺は永正17年（1520年）にも古市氏と筒井氏の兵火に巻き込まれて焼失している。江戸時代の寛永年間（1624年 - 1645年）に興福寺の学僧である空慶によって復興されるが、宝暦7年（1757年）にも失火で焼失していて（『東大寺年中行事捷覧』による）、古い建造物は残っていない。

## 境内

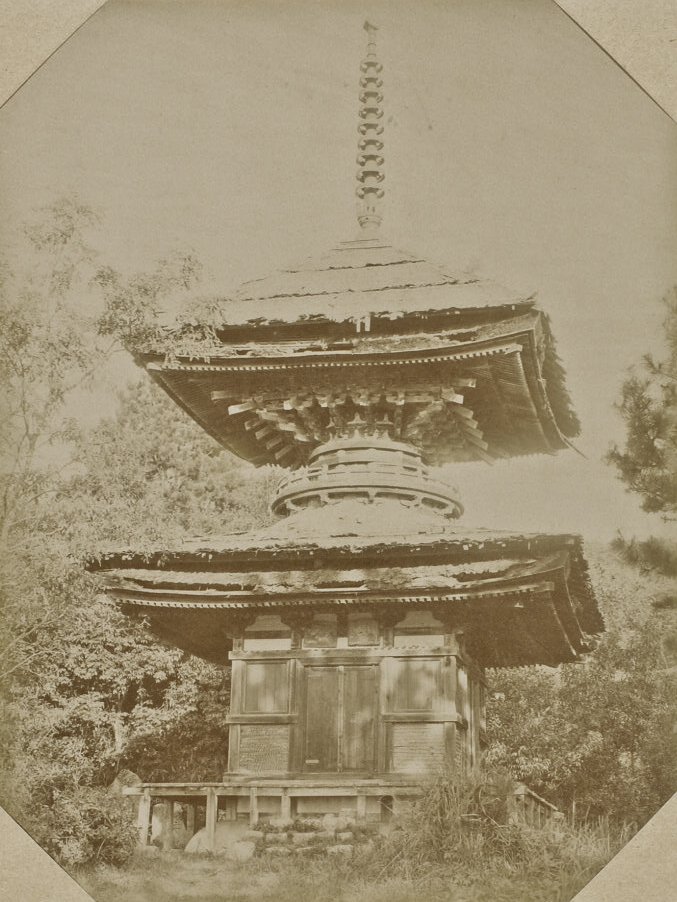
かつて存在した多宝塔

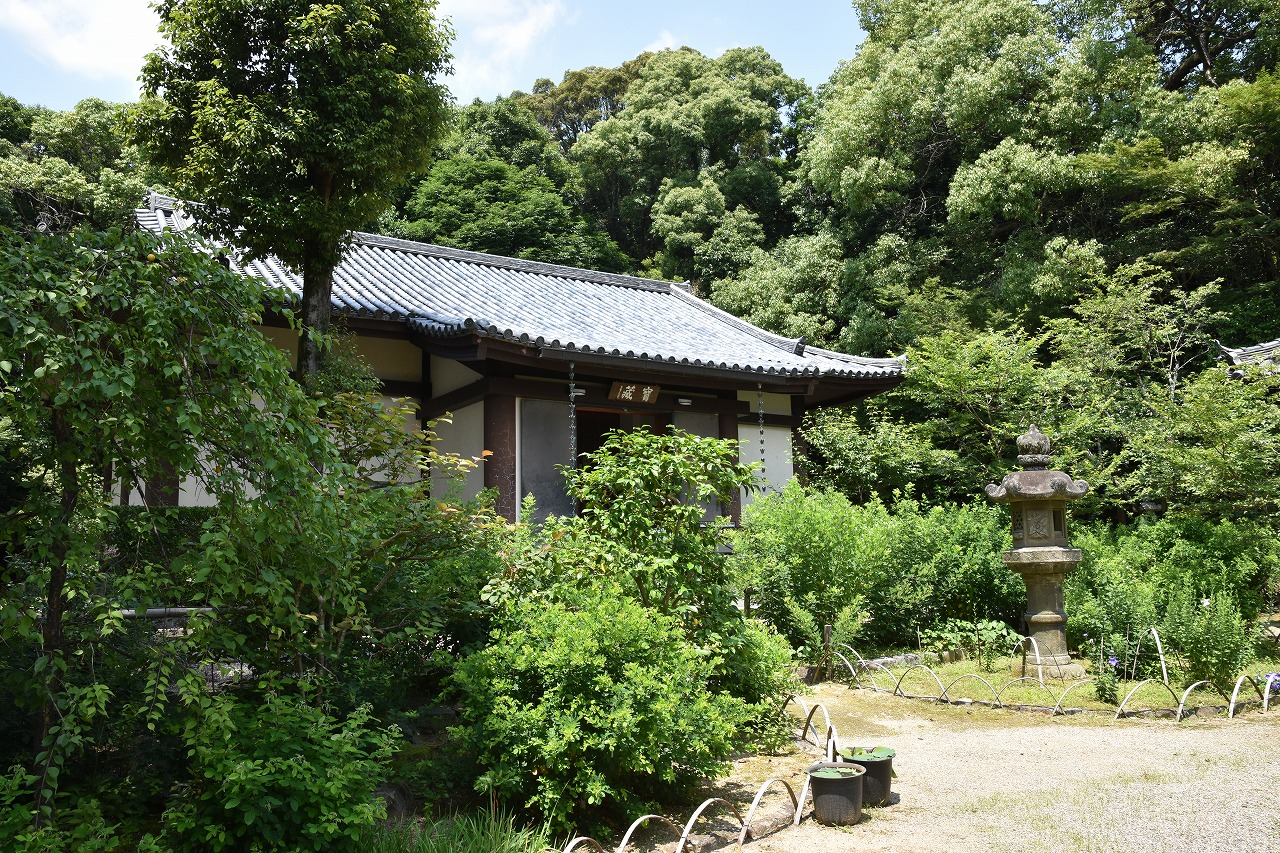
宝蔵

- 本堂 - 戦国時代に戦災に遭い、江戸時代初め頃に復興された。（奈良市指定有形文化財）
- 御影堂 - 空慶上人を祀る。
- 宝蔵 - 資料館。
- 石佛の路
- 多宝塔跡 - 礎石が残る。白毫寺にはかつて室町時代建立の多宝塔があったが、1917年（大正6年）に人手に渡り、移築された。移築先は長らく不明とされていたが、兵庫県宝塚市切畑長尾山にある井植山荘（旧藤田彦三郎の宝塚山荘）に移築されていたことが判明した[注 1]。しかし、この多宝塔は2002年（平成14年）3月19日、別荘付近で発生した山火事に巻き込まれて全焼した。
- 五色椿 - 奈良三名椿の1つ。寛永年間に興福寺塔頭、喜多院から移植したといわれる椿の古木。（奈良県指定天然記念物）
- 万葉歌碑 - 高円の野辺の秋萩いたづらに咲きか散るらむ見る人無しに
- 庫裏
- 山門
- 萩の階段

## 文化財

### 重要文化財

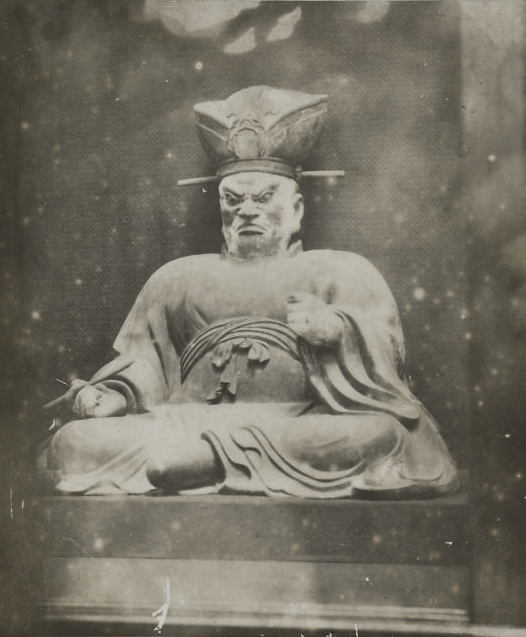
木造太山王坐像

- 木造阿弥陀如来坐像 - 白毫寺の本尊。檜材の寄木造で、平安時代末期から鎌倉時代頃の作といわれる。
- 木造菩薩坐像（伝文殊菩薩） - もと多宝塔の本尊とされる白毫寺最古の仏像で、高く結った髻の形、両脚部の量感のある表現や荒々しい衣文表現などには平安初期彫刻の特徴をよく伝えており、9世紀にさかのぼる作とみられる。なお、多宝塔（現存せず）は室町時代の建物で、それ以前の伝来は不明であり、本来の像名も不明である（寺伝では文殊菩薩）。右手は第2・3指を立て、左手は持物をとる形をするが、両手首から先は後補で、本来の印相は不明である。
- 木造地蔵菩薩立像 - 鎌倉時代後期に造られた地蔵菩薩像の秀作で、施された彩色も鮮やかに残っている。
- 木造興正菩薩坐像 - 白毫寺を中興した興正菩薩・叡尊の肖像彫刻で、西大寺愛染堂の叡尊像と似ており、叡尊晩年の姿を見事にとらえている。
- 木造閻魔王坐像 - もと閻魔堂の本尊。鎌倉時代の仏像で、迫真性に富む険しい表情の像である。
- 木造太山王坐像 - 閻魔王とともに冥界の十王の一人。鎌倉時代の像で、体内に残された墨書により運慶の孫・康円が正元元年（1259年）の作と判明する。明応6年（1497年）に修理を受けていることが像内修理銘からわかり、冠、両袖、両脚部などに後補がある[注 2]。
- 木造司命半跏像・司録半跏像 - ともに閻魔王の眷属で、康円一派の作である。閻魔王像、太山王像とともに、旧閻魔堂に安置されていた。

### 奈良県指定天然記念物
- 五色椿 - 東大寺開山堂の糊こぼし・伝香寺の散り椿とともに「奈良三名椿」の一つとして名高い。寛永年間（1624年 - 1645年）に興福寺の塔頭・喜多院から移植したものとされる。

### 奈良市指定有形文化財
- 本堂

## 行事
- えんまもうで 1月16日
- 一切経法要 4月8日
- えんまもうで 7月16日
- 志貫親王御忌 9月15日

## 前後の札所
関西花の寺二十五霊場
17 般若寺　-　18 白毫寺　-　19 長岳寺
大和北部八十八ヶ所霊場
62 十三鐘菩提院　-　63 白毫寺　-　64 光明院大師堂

## 所在地
- 奈良県奈良市白毫寺町392

## アクセス
奈良交通市内循環「高畑町」下車、徒歩約20分。